# Autovía A-66

L'autovía A-66, chiamata anche Autovía Ruta de la Plata (Autovía Via dell'Argento), è un'autostrada gratuita spagnola appartenente alla Rete di Strade dello Stato (Red de Carreteras del Estado) che unisce Gijón a Siviglia via Zamora, Salamanca, Cáceres e Mérida. Deve il suo nome alla Via Delapidata, antica strada romana che si estendeva da nord a sud attraverso la parte occidentale della penisola iberica. L'autostrada collega quattro regioni spagnole: le Asturie, la Castiglia e León, l'Estremadura e l'Andalusia e, con i suoi 809 km, è la 2ª autovía più lunga della Spagna dopo l'A-7. L'A-66 corrisponde agli itinerari europei E70 tra Gijón e Serín, E80 a Salamanca, E803 tra Salamanca e Siviglia ed E90 a Mérida. L'autostrada è gratuita ad eccezione del tratto di 79 km tra Campomanes e León dove assume la denominazione di AP-66 Autopista Ruta de la Plata.

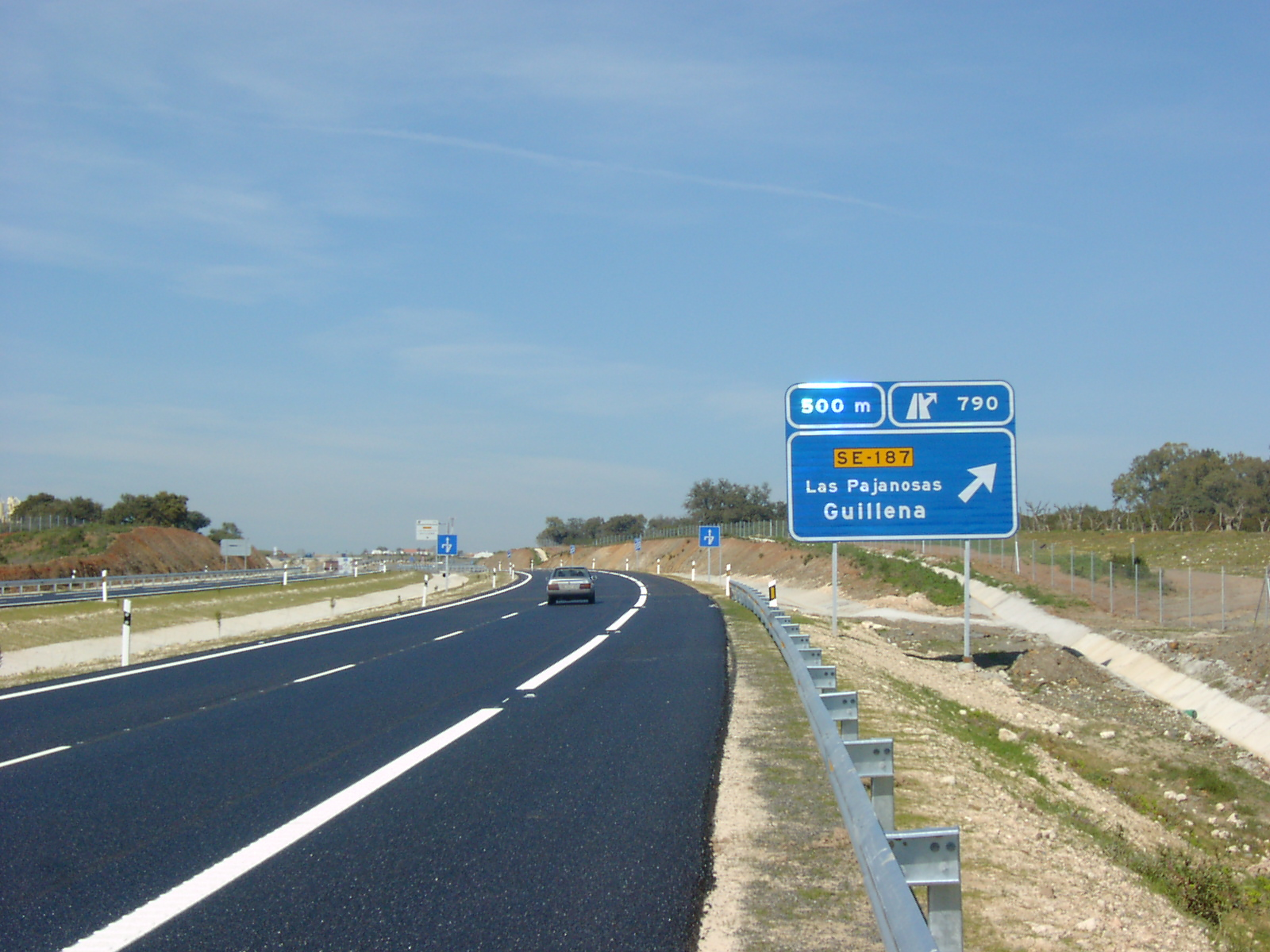
L'A-66 in Andalusia

## Storia
Come per molte autovías spagnole, l'A-66 nasce dal raddoppio di una strada nazionale già esistente, in questo caso la N-630 (Gijón-Porto di Siviglia). I primi 29 km a due corsie, in uscita da Gijón, furono aperti al traffico nel 1976 mentre la maggior parte del tracciato entrò in servizio tra il 1992 ed il 2008 anche se l'ultimo tratto tra Castrogonzalo e Zamora Nord di 52 km fu inaugurato nel 2015. Per quel che riguarda il tratto mancante di 79 km di superstrada tra Campomanes e León c'è uno studio informativo da parte dello Stato per decidere se procedere al raddoppio della strada nazionale N-630 oppure se, al termine del periodo di concessione dell'AP-66, trasformare quest'ultima in superstrada.

## Percorso
L'A-66 ha origine al km 391 dell'A-8 Autovía del Cantábrico nella periferia sud-ovest di Gijón in direzione sud. Dopo aver incrociato l'A-64 al km 24, raggiunge Oviedo (km 25) per confluire, al km 64, nell'AP-66. L'autostrada s'interrompe per 79 km e si può optare per continuare tramite la strada nazionale N-630 oppure, a pedaggio, con l'AP-66. L'A-66 riprende a León (Castiglia e León) ed incrocia l'AP-71 per Astorga (km 143) e l'A-231 León-Burgos (km 152). Al km 205 l'autostrada incontra l'A-52 per Vigo e confluisce nell'A-6 Madrid-La Coruña con la quale condivide il tracciato per 12 km (fino al km 220). Raggiunge Zamora e l'A-11 Soria-confine portoghese (km 271) e prosegue per Salamanca (km 336). Qui incrocia l'A-62 Burgos-confine portoghese e (km 343) il raccordo SA-20 per l'A-50 per Avila. Entra in Estremadura al km 425. Al km 479, nei pressi di Plasencia, incontra l'EX-A1 Navalmoral de la Mata (A-5) - confine portoghese fino a raggiungere Cáceres (km 545). A Mérida (km 617) incrocia l'A-5 Madrid-confine portoghese ed al km 740 entra in Andalusia terminando il suo lungo percorso al km 809 immettendosi nella Tangenziale di Siviglia SE-30.

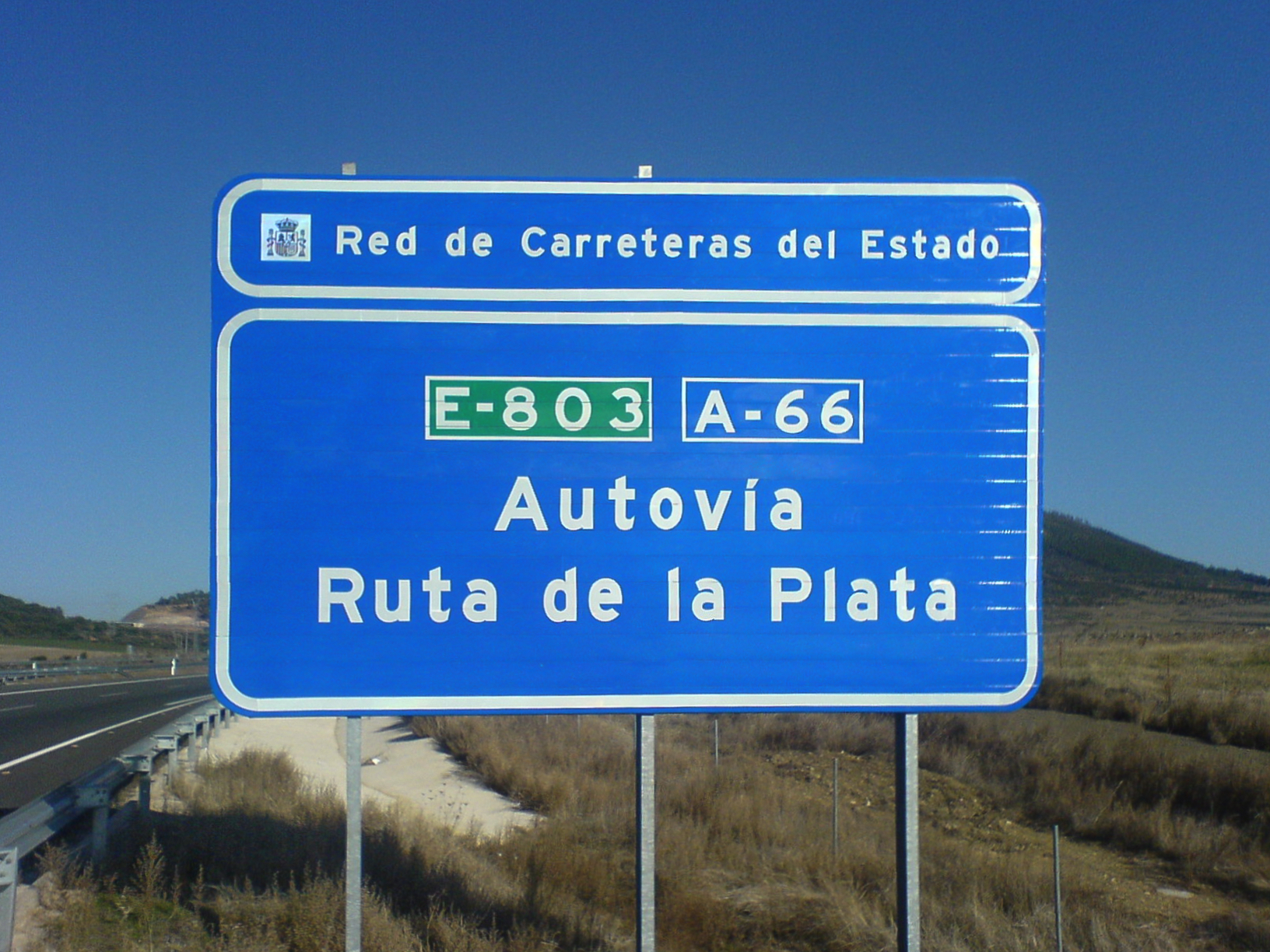
Cartello informativo A-66 Autovía Ruta de la Plata